# Barnówko
Barnówko est une localité polonaise de la gmina mixte de Dębno située dans le powiat de Myślibórz en voïvodie de Poméranie-Occidentale. Elle se situe à environ 25 km au sud-ouest de Myślibórz et 77 km au sud de la capitale régionale Szczecin.

## Géographie

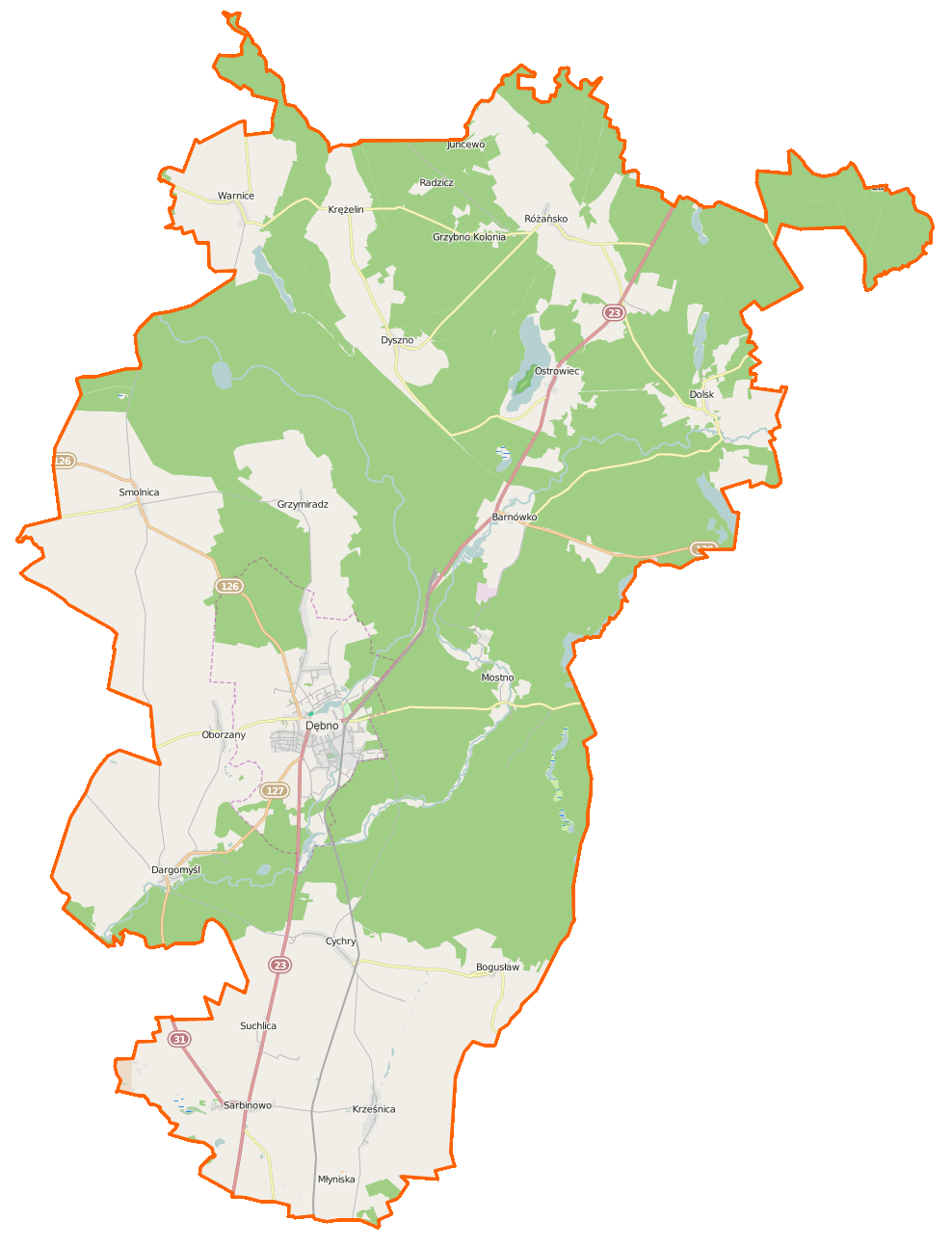
Carte de la gmina de Dębno.

## Histoire
De 1816 à 1945, Berneuchen fait partie de l'arrondissement de Landsberg-sur-la-Warthe (de) dans le district de Francfort au sein de la province de Brandebourg